# Star Jasper

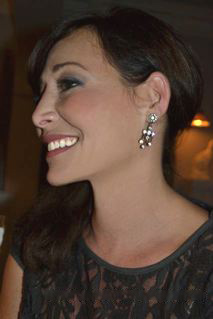
Star Jasper (2012)

Star Jasper (* 3. Dezember 1966 in New York City) ist eine US-amerikanische Schauspielerin.

## Leben
Jasper ist die Tochter von Leonard Jasper und Marion Ellner. Sie studierte an der Long Island University C. W. Post Campus. Mit ihrem Ehemann, den Musikproduzenten Chris Seefried, ist sie seit 1992 verheiratet. Gemeinsam haben sie eine Tochter, Ava Hall Seefried.
Ihr Filmdebüt hatte sie 1989 in der Filmromanze Wahre Liebe in der Rolle der JC. Bekannt ist sie u. a. durch Alan Rudolphs Film Tödliche Gedanken in dem sie an der Seite von Demi Moore spielt. Darüber hinaus war sie in einigen Fernsehserien in den 1990er Jahren zu sehen. Zuletzt hatte Jasper eine Rolle in dem Kurzfilm Date Squad im Jahr 2001.

## Filmografie
- 1989: Wahre Liebe (True Love)
- 1991: Saying Kaddish
- 1991: Tödliche Gedanken (Mortal Thoughts)
- 1991: Law & Order (Fernsehserie, 1 Folge)
- 1992: Love-Crash
- 1994: Handgun – Hetzjagd durch New York (Hand Gun)
- 1996: Cybill (Fernsehserie, 1 Folge)
- 1996: Murder One (Fernsehserie, 1 Folge)
- 1997–1998: Brooklyn South (Fernsehserie, 5 Folgen)
- 1999: A Walk on the Moon
- 1999: Turbulenzen – und andere Katastrophen (Pushing Tin)
- 1999: Diagnose – Mord (Diagnosis Murder, Fernsehserie, 1 Folge)
- 2001: Date Squad (Kurzfilm)